# Kristian Kongstad

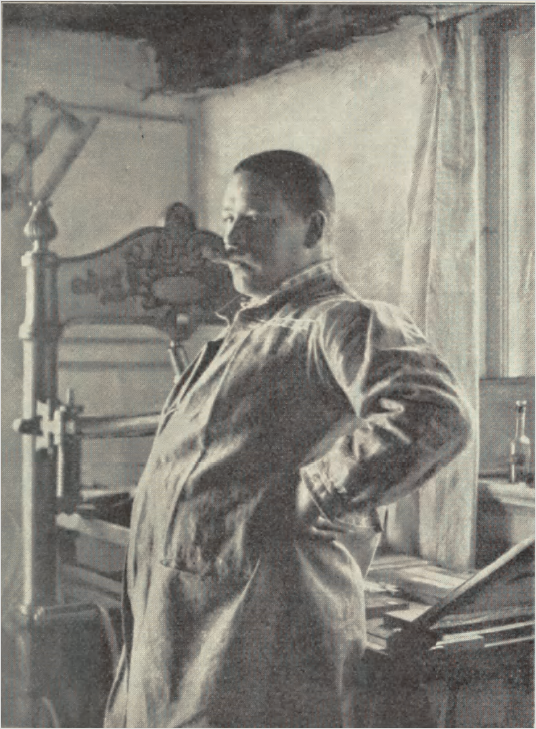
Kristian Kongstad, 1897. Amatörfoto.

Johan Kristian Kongstad (ursprungligen Rasmussen), född 9 april 1867 i Köpenhamn, död 24 juni 1929 i Holte, var en dansk tecknare, träbildskärare, boktryckare och bokkonstnär.
Efter att ha studerat måleri och gått i teknisk skola var Kongstad i flera år elev på Kunstnernes Studieskole, där han främst arbetade under Frans Schwartz och Kristian Zahrtmann.
Åren 1892–96 ställde Kongstad ut mindre målningar, men gav tidigt upp tanken på att bli målare och bestämde sig istället för att fokusera på konsthantverket, särskilt träsnittet, och senare även på produktionen av bibliofilböcker. 1894 öppnade Kongstad i Köpenhamn "Atelier for Bogudstyr", där han främst utförde handmålade dekorationer av bokband och handmålade försättsblad. Affärerna gick inte, tiden var ännu inte mogen för uppskattning av denna sortens bibliofil sofistikering.
Kongstad bosatte sig 1896 en tid i München, där han bland annat studerade tekniken med färgträsnitt. Efter en tids vistelse i Tyskland återvände han till Danmark och bosatte sig i Frederiksværk, där han själv började att trycka sina träsnitt.
År 1897 inrättade han ett litet boktryckeri i sin villa i Fredensborg. Några år senare flyttade Kongstad sin lilla verksamhet till Helsingör, men överlät snart sitt boktryckerimaterial till en annan och inrättade ett nytt tryckeri åt sig själv i Hillerød. Det installerades där i J. Jørgensen & Co.s Boktryckeri (Ivar Jantzen) som en i egen avdelning under Kongstads ledning.
Den första typsnittet Kongstad köpte var en "Jenson" från ett engelskt typsnittsgjuteri. Det var en imitation av den fransk-italienska boktryckaren Nicolas Jensons antikva, som varit förebild för William Morris "Golden Type" och Cobden-Sandersons "Doves Press Type"
Kongstad gjorde, dels på eget bokförlag, dels åt andra, ett antal små böcker med originalteckningar och andra dekorationer i träsnitt och zinketsning.
Samtidigt som han drev sin självständiga verksamhet var Kongstad konstnärlig konsulent åt Gyldendals förlag, och med målaren Poul Sæbye som assistent gjorde han de två  pergamentexemplar av grundloven (1915), som förvaras i Statsrådet respektive Rigsdagens arkiv.
Som träskärare, xylograf, arbetade Kongstad dels brett i Dürers, Cranachs och andra gammaltyska konstnärers stil, dels använde han samtida tekniker. Hans huvudverk i träsnitt är "Foraaret", "Landskap, tidigt Foraar", "Tre Tidstyper" och "De 12 Maaneder".

## Galleri

Träsnitt av Kongstad
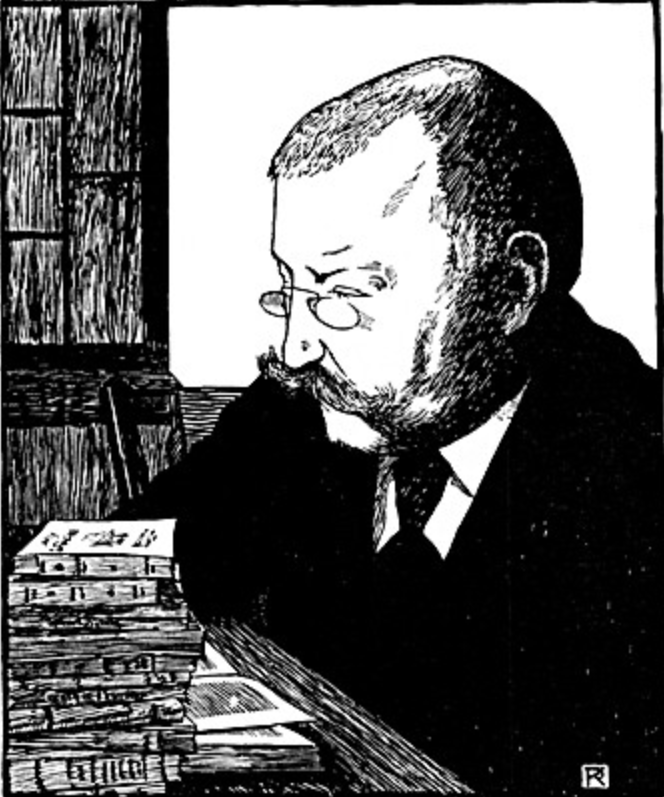
litteraturkritikern C.E. Jensen, 1898
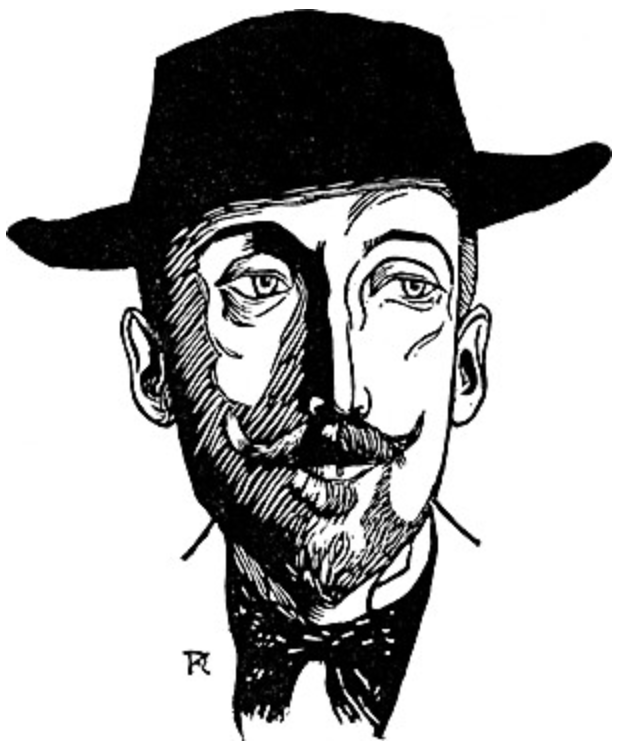
författaren Viggo Stuckenberg, 1898

Häradsvapen udförda av Kongstad
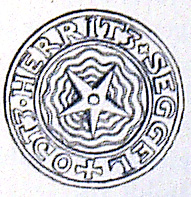
Ods Herred
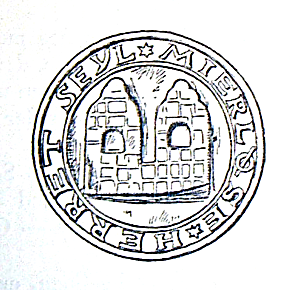
Merløse Herred
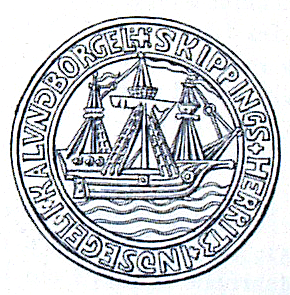
Skippinge Herred